# Poème 101 de Catulle

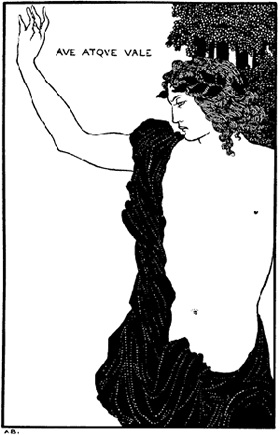
Ave Atque Vale (illustration pour Carmen CI de Catulle), 1896, par Aubrey Beardsley.

Le poème 101 de Catulle est un poème élégiaque en latin, écrit par le poète romain Catulle. Il s'adresse à son frère décédé, ou plutôt à ses « cendres silencieuses », les seuls restes de son corps. 

## Texte
| Vers | Texte latin                                       | Traduction française                                        |
| ---- | ------------------------------------------------- | ----------------------------------------------------------- |
| 1    | multas per gentes et multa per aequora vectus     | Transporté à travers tant de régions et tant d'océans,      |
| 2    | advenio has miseras frater ad inferias            | je viens te rendre, mon frère, ces malheureuses offrandes   |
| 3    | ut te postremo donarem munere mortis              | pour t'accorder un ultime office funéraire,                 |
| 4    | et mutam nequiquam alloquerer cinerem             | et je parlerai en vain à tes cendres muettes                |
| 5    | quandoquidem fortuna mihi tete abstulit ipsum     | puisque le destin t'a arraché à moi.                        |
| 6    | heu miser indigne frater adempte mihi             | Hélas, mon pauvre frère, injustement soustrait à moi,       |
| 7    | nunc tamen interea haec prisco quae more parentum | à présent, ces choses de nos ancestrales mœurs              |
| 8    | tradita sunt tristi munere ad inferias            | ne sont plus que les offrandes funèbres d'un triste office. |
| 9    | accipe fraterno multum manantia fletu             | Accepte-les, mouillées par toutes les larmes de ton frère,  |
| 10   | atque in perpetuum frater ave atque vale          | et pour l'éternité, mon frère, au revoir et adieu.          |

## Analyse
Le ton du poème est marqué par le deuil et la tendresse, Catulle essayant de donner à ce frère qui a été enlevé prématurément ce qu'il a de mieux à lui offrir : un poème. Les derniers mots, « au revoir et adieu » (en Latin  ave atque vale) comptent parmi les plus célèbres du poète ; une  traduction alternative du vers pourrait être « Salut à toi... et au revoir ».
Le mètre employé est le distique élégiaque, le plus fréquent dans la poésie amoureuse, par exemple dans les pièces adressées à Lesbie. Cependant, ce mètre était à l'origine utilisé par les poètes grecs pour exprimer le chagrin et la lamentation, ce qui en fait une forme très bien adaptée à l'expression de son deuil par  Catulle.
C'est l'un des trois poèmes dans lesquels Catulle tente de composer avec la perte de son frère. Les autres poèmes sont les poèmes 65 et 68 bis. La cause du décès de son frère reste inconnue ; il serait mort avant l'an 57 av. J.-C. en Bithynie, région du nord-ouest de l'actuelle Turquie, près de la cité antique de Troie.

## Adaptations
Le poème a notamment été adapté en 1803 par le poète italien Ugo Foscolo dans son sonnet In morte del fratello Giovanni (« Un dì, s'io non andrò sempre fuggendo / di gente en gente... »), qui commémore la disparition de son frère, Giovanni Foscolo.
Ce poème, dans la version anglaise d'Aubrey Beardsley, a été adapté par le compositeur Ned Rorem , sous le titre Catullus: On the Burial of his Brother.
Le groupe autrichien  Dargaard a également adapté ce poème en chanson sur son album Rise and Fall, sous le titre « Ave Atque Vale ».